# Морган (окръг, Юта)
Вижте пояснителната страница за други значения на Морган.
Окръг Морган (на английски: Morgan County) е окръг в щата Юта, Съединени американски щати. Площта му е 1582 km², а населението – 9469 души (2010). Административен център е град Морган.